# Jule Styne
Jule Styne, (London, 1905. december 31. –‎ New York, 1994. szeptember 20.) Oscar-, Tony- és Grammy-díjas amerikai zeneszerző, filmzeneszerző, szövegíró. 1905 utolsó napján született Londonban orosz bevándorlók fiaként.

## Pályafutása
Jule Styne az a zeneszerző volt, aki Sammy Cahn szövegírójával számos slágert írt az 1940-es években, köztük az „I've Heard That Song Before, I'll Walk Alone, Let It Snow! Let It Snow! Let It Snow!" A Broadway-en olyan alkotásai szerepeltek, mint a Gypsy, a „Funny Girl, a Gentlemen Prefer Blondes és a Bells Are Ringing”.
Pályafutásának mindkét szakaszában megmegmutatta tehetségét olyan énekesek számára, mint például Frank Sinatra, Doris Day, Ethel Merman, Barbra Streisand, stb.
Styne szívelégtelenségben halt meg New Yorkban, 88 évesen. Archívuma – beleértve az eredeti, kézzel írott kompozíciókat, leveleket, dokumentumokak – a Harry Ransom Centerben lettek megőrirve. Styne-t 1972-ben beválasztották a Dalszerzők Hírességek Csarnokába (Songwriters Hall of Fame) és 1981-ben az Amerikai Színházi Hírességek Csarnokába, (American Theatre Hall of Fame); 1990-ben pedig Drama Desk különdíjban és a Kennedy Center kitüntetésében részesült.

## Dalok
- The Christmas Waltz
- Conchita Marquita Lolita Pepita Rosita Juanita Lopez (Glenn Miller Orchestra)
- Don't Rain on My Parade (from Funny Girl (1964), f.sz: Barbra Streisand (musical)
- Diamonds Are a Girl's Best Friend (from Gentlemen Prefer Blondes (musical)
- Everything's Coming Up Roses (from „Gypsy”: A Musical)
- Every Street's a Boulevard in Old New York (from Hazel Flagg)
- Fiddle Dee Dee
- Guess I'll Hang My Tears Out to Dry
- How Do You Speak to an Angel
- I Don't Want to Walk Without You
- I Fall in Love Too Easily (from Anchors Aweigh (film)
- I Still Get Jealous (High Button Shoes)
- I'll Walk Alone
- It's Been a Long, Long Time
- It's Magic (from Romance on the High Seas)
- It's You or No One
- I've Heard That Song Before
- Just in Time (from Bells Are Ringing (musical)
- Let Me Entertain You (from Gypsy)
- Let It Snow! Let It Snow! Let It Snow!
- Long Before I Knew You
- Do Re Mi  (from [[Do Re Mi (musical)
- Money Burns a Hole in My Pocket (from Living It Up)
- Neverland
- Papa, Won’t You Dance with Me?
- The Party's Over  from Bells Are Ringing (musical)
- People from Funny Girl (musical)
- Pico and Sepulveda
- Saturday Night (Frank Sinatra)
- Small World, from Gypsy, which became a moderate hit when sung by Johnny Mathis
- Sunday (Chester Conn song)
- The Things We Did Last Summer
- Time After Time (1947 song)
- Three Coins in the Fountain (song) (Oscar-díj; Three Coins in the Fountain (film)
- Together (Wherever We Go; from Gypsy)
- Winter Was Warm (from Mr. Magoo's Christmas Carol)

## Díjak
- 1993: Kennedy Center Honors Johnny Mercer Award

- 1995: Oscar-díj a legjobb eredeti dalnak (Three Coins in the Fountain, Sammy Cahn)